# Ipomoea vestalii
Ipomoea vestalii är en vindeväxtart som beskrevs av Paul Carpenter Standley. Ipomoea vestalii ingår i släktet praktvindor, och familjen vindeväxter. Inga underarter finns listade i Catalogue of Life.